# 马克-安托万·德·博蒙
马克-安托万·德·博蒙（法語：Marc-Antoine de Beaumont，法語發音：[maʁk ɑ̃twan də bomɔ̃]，1763年9月23日—1830年2月4日）是一位法国贵族，他最初加入旧政权的军队并成为了国王的侍卫。博蒙在法国大革命期间留在军中，但险些被处决。在法国大革命战争期间，他参加了1796年拿破仑·波拿巴领导的意大利战役，在洛迪和卡斯蒂廖内战役中指挥骑兵部队。1799年博蒙在意大利受伤，但在1800年末他再次回到那里指挥部队。
拿破仑成为皇帝后，博蒙率领第3龙骑兵师在拿破仑战争期间进行了两次重大战役。在1805年第三次反法同盟期间，他率领骑兵多次对抗奥地利和俄罗斯军队。在第四次反法同盟期间，博蒙在耶拿、普伦茨劳和埃劳作战。1809年，博蒙指挥了一个预备军团。博蒙是路易-尼古拉·达武元帅的姐夫。博蒙的名字被刻在凯旋门上。

## 早年生涯
博蒙出生于图赖讷的一个贵族家庭，他于1777年12月31日成为路易十六宫廷中的一名侍卫，并于1784年6月2日被任命为一个龙骑兵团的上尉。博蒙于1792年7月22日获得中校军衔，8月7日获得上校军衔。在恐怖统治期间，他的龙骑兵团驻扎在里昂，但他本人对革命的忠诚受到怀疑，被捕并被判处死刑。他全副武装的士兵威胁如果政府将博蒙处决，那士兵就将使用暴力对抗当局。面对这一威胁，当局改变了主意，博蒙被派往意大利军队。在意大利期间，他曾在安德烈·马塞纳手下任职。1795年3月25日，他成为旅级将军。

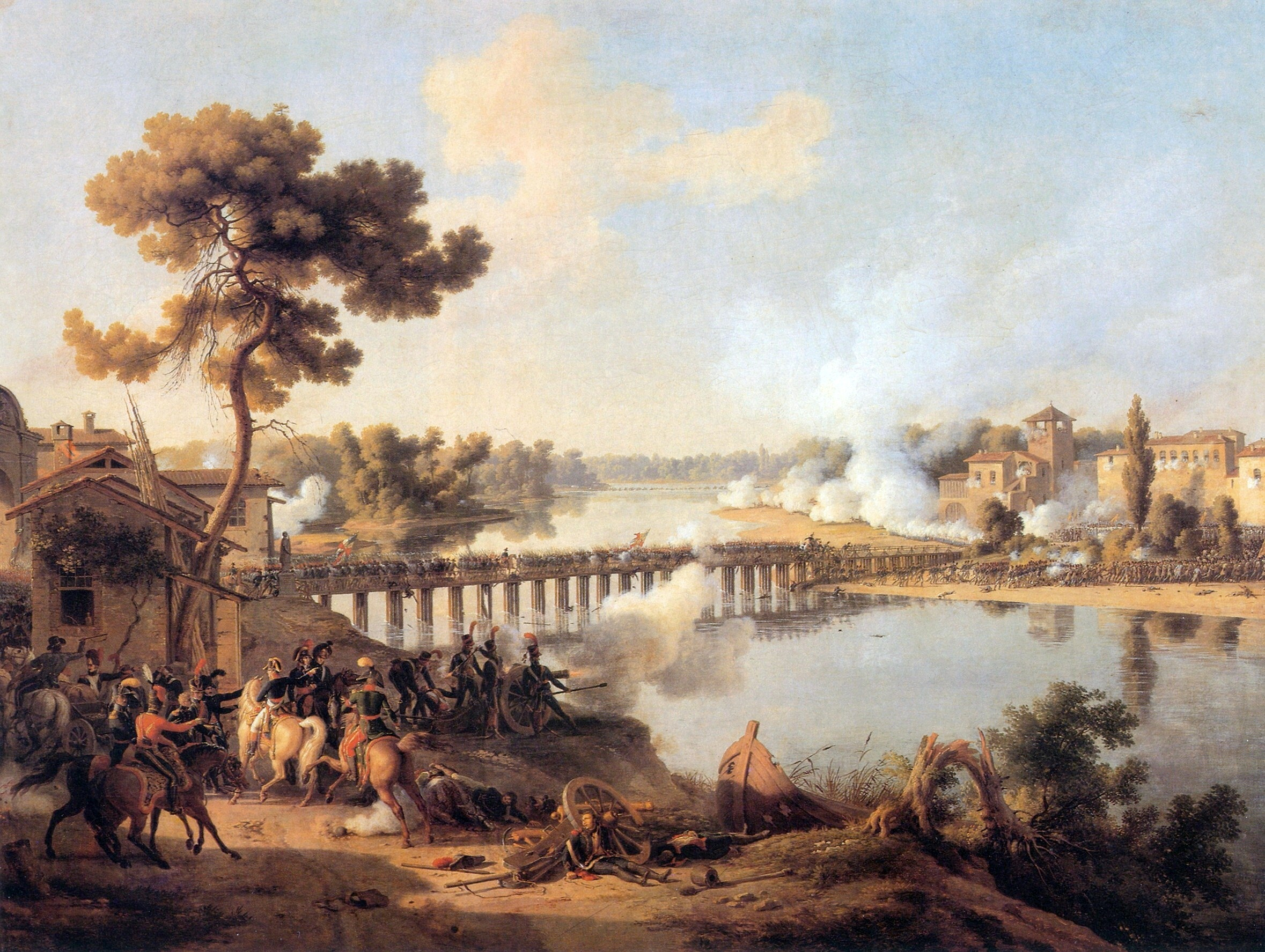
洛迪之战。博蒙率领骑兵渡河

1796年3月26日，一位名叫拿破仑·波拿巴的年轻指挥官抵达尼斯，开始指挥法军的意大利军团。当时，博蒙是拥有3,090名士兵的第1骑兵师的一名准将，该师由亨利·克里斯蒂安·米歇尔·德·施腾格尔将军指挥。该师包括第1轻骑兵团、第10、第22和第25骑兵团，以及第5和第20龙骑兵团。4月，博蒙参加了蒙特诺特战役，其中施腾格尔在蒙多维战役中身负重伤。

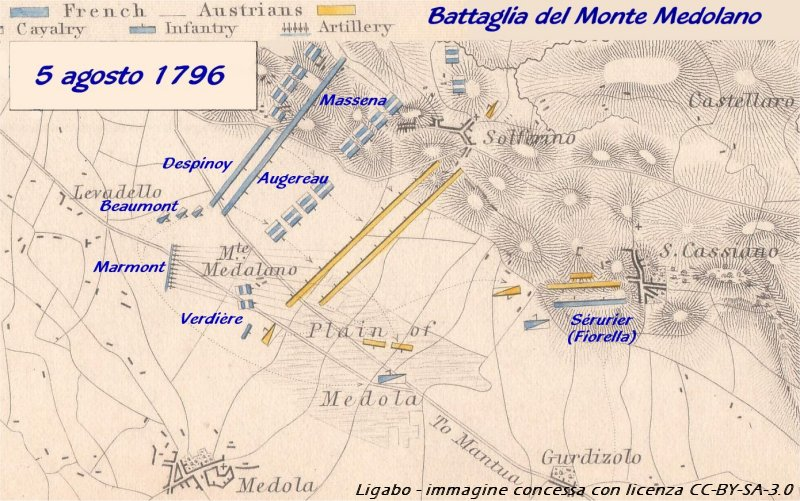
卡斯蒂廖内之战

5月2日，在率领部分骑兵时，博蒙派出巡逻队寻找奥地利军队的位置。在5月10日的洛迪战役中，拿破仑指挥博蒙率领骑兵渡过阿达河，从侧翼将奥地利人排除在外。一个浅滩位于上游800米处，但由于河岸是一堆树木，因此很难让大量骑兵通过。下午6时，拿破仑下令进行正面攻击，取得了成功。虽然骑兵没有直接参与，但法军骑兵正在渡河的消息让奥地利守军感到不安。
一名目击者描述了追捕奥地利人时发生的一件事。当法国骑兵前卫在一片尘土中接近克雷马时，观察员认出了领头的骑兵正是博蒙将军。当时，大部分法国军队都在掠夺眼前的一切，但博蒙的部队军纪严明。
在1796年8月5日的卡斯蒂廖内战役中，一座强大的堡垒位于靠近梅多莱村的奥地利左翼的一座小山丘上。为了占领这个地方，拿破仑让博蒙的骑兵、奥古斯特·马尔蒙德火炮，以及让-安托万·维迪埃领导的步兵发起进攻。经过一个半小时的战斗，法军占领了阵地。尽管法国人试图切断达戈伯特·西格蒙德·冯·乌尔姆瑟军队的退路，但敌军还是能够越过明乔河逃脱。
在第二次反法同盟期间，博蒙再次在意大利服役。1799年4月5日，他在马格纳诺战役中右肩中弹。1800年12月25日，他在痊愈后参加了明乔河战役。博蒙在1802年或1803年的某个时候晋升为师级将军。1803年12月11日，博蒙成为了荣誉军团的成员。

## 拿破仑战争

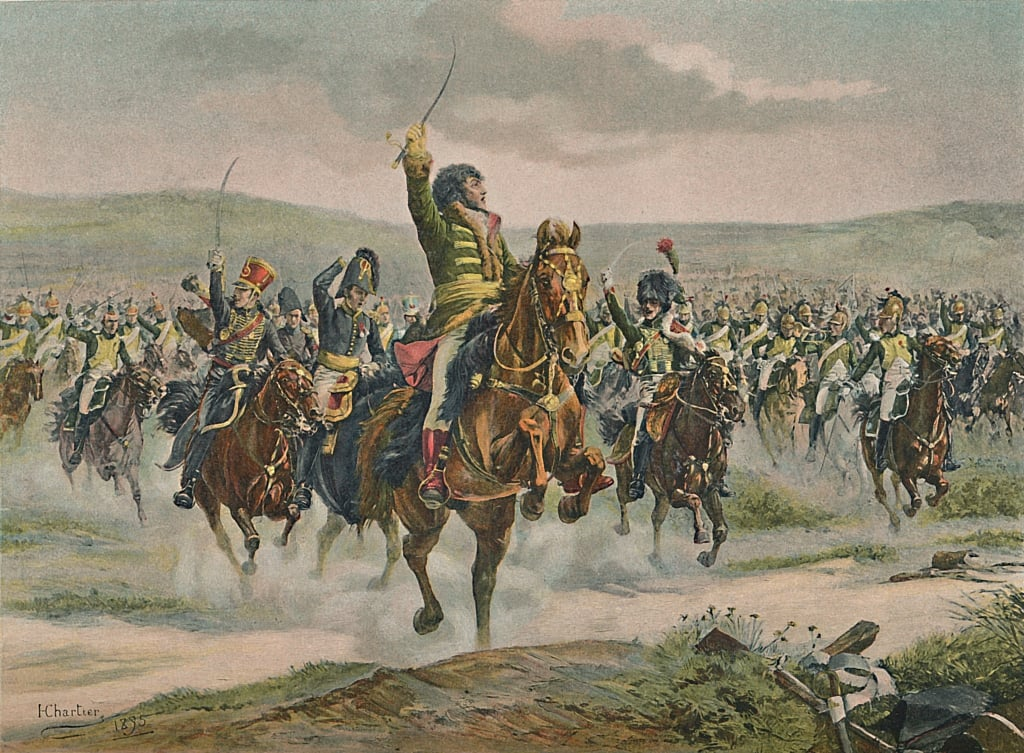
缪拉元帅在耶拿率领龙骑兵部队

在第三次反法同盟期间，博蒙率领第3龙骑兵师，其中包括第5、第8、第9、第12和第16龙骑团的18个中队，以及一个马炮连。1805年10月8日，在若阿尚·缪拉元帅的全面领导下，博蒙率领2,400名士兵参加了韦尔廷根战役。法国骑兵，包括博蒙的师、路易斯·克莱恩的第1龙骑兵师等部队，当天一早从雨中行进，沿着莱赫河向南移动到诺登多夫，最终出现在韦尔廷根弗朗茨·泽维尔·奥芬伯格的5,400名奥地利士兵面前。

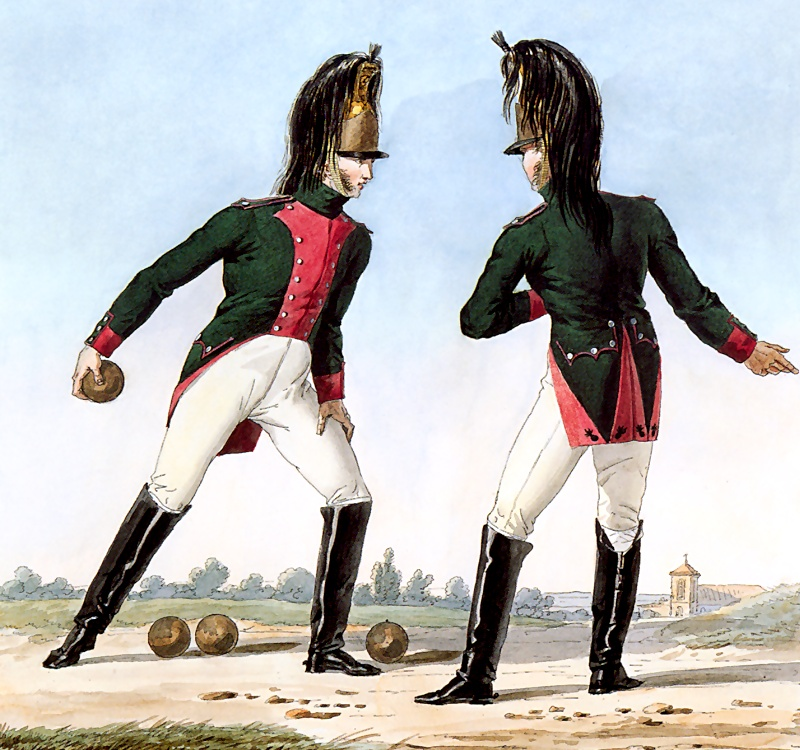
博蒙第3龙骑兵师的第8龙骑兵团

克莱因的师向南和向西行进，以包夹奥地利人，而博蒙则在前面进攻。埃格则尔芒少校率领200名步战龙骑兵发起进攻，将奥地利人从一个偏远的村庄中清除出去。法军随后发现了在韦尔廷根后面的九个敌军步兵营。在乌迪诺步兵师的帮助下，奥军被击溃，2,000名奥军士兵被法国人俘虏。
奥地利军团在乌尔姆战役中投降后，拿破仑的军队向东追击由默维尔特伯爵马克西米利安率领的后卫部队。10月30日，缪拉的骑兵在里德附近袭击了4,000至6,000名奥地利士兵，俘虏了500至600人。穆拉特命令博蒙的第3龙骑兵师继续追击，反法盟军被击退，俄军阵亡100人，受伤不到50人，法军的损失则微乎其微。博蒙参加了奥斯特利茨战役，率领第5、8、12、16和21龙骑兵团。1806年2月10日，他被任命为荣誉军团大军官。

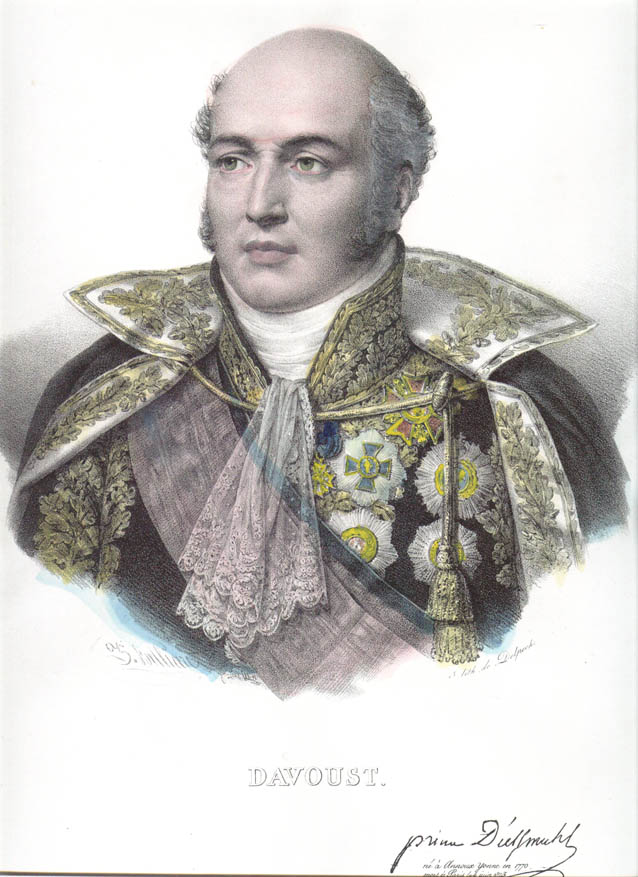
博蒙是路易·达武的姐夫

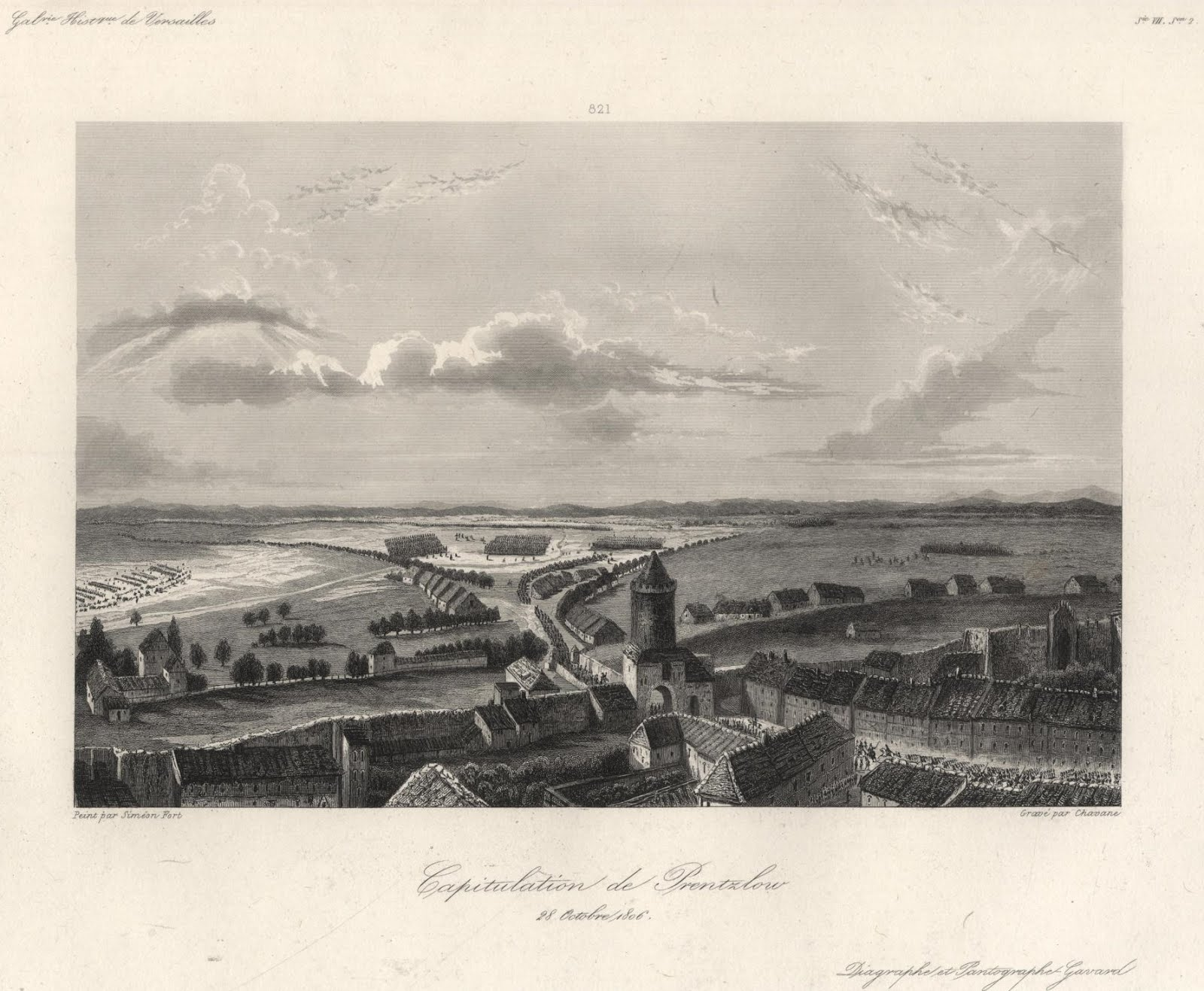
博蒙在普伦茨劳战役中发挥了作用

1806年10月14日，博蒙在第四次反法同盟期间指挥第3龙骑兵师参加了耶拿战役。他的师是在爱尔福特之降时与缪拉元帅一起出席的三个师之一。第3师包括第5、第8、第12、第16、第19和第21龙骑兵团。他在接下来的战斗中积极追捕霍恩洛厄王子的普鲁士军团。10月26日，他参加了采德尼克的行动。博蒙在10月28日的普伦茨劳战役中发挥了重要作用。在普鲁士王子奥古斯都率领的普鲁士后卫与行军纵队分离后，博蒙反复冲锋，将其驱向北方。他最终将普军后卫固定在于克河上，迫使其投降。很快，霍亨洛赫的大部队也投降了。1806年12月23日，博蒙参加了恰尔诺沃之战。
拿破仑于1807年8月14日任命博蒙为参议员，并于1808年3月任命博蒙为帝国伯爵。那年他还被授予铁冠勋章、巴伐利亚马克斯·约瑟夫军事勋章和巴登忠诚勋章。
1809年，博蒙在弗朗索瓦·克里斯托夫·克勒曼元帅的领导下指挥了一个预备师。总部设在美因河畔法兰克福。这支部队没有参加瓦格拉姆之战。
1814年，参议院正式通过废黜拿破仑的法律。1814年6月，路易十八授予博蒙圣路易勋章。他在百日王朝期间没有再次加入拿破仑的部队。波旁复辟，博蒙指挥了巴黎军队的一个师。

## 家庭
博蒙于1801年与路易·尼古拉·达武的妹妹朱莉（1771–1846）结婚。博蒙于1830年2月4日去世，并与达武被安葬在同一座坟墓中，象征着两人长期的友谊。博蒙的名字（BEAUMOUNT）刻在凯旋门的第17列。

## 引注
1. 1 2 3 4 5 6  Mullié, Charles. Biographie des célébrités militaires des armées de terre et de mer de 1789 a 1850. 1852. Marc Antoine de Beaumont, 49
2. ↑  Boycott-Brown, Martin. The Road to Rivoli. London: Cassell & Co., 2001. ISBN 0-304-35305-1. 144
3. ↑  Smith, Digby. The Napoleonic Wars Data Book. London: Greenhill, 1998. ISBN 1-85367-276-9. 113. Smith lists the Army of Italy order of battle for April 1796 under the Battle of Borghetto, which occurred on 30 May.
4. ↑  Boycott-Brown, 271
5. ↑  Boycott-Brown, 289
6. ↑  Boycott-Brown, 313-314
7. ↑  Boycott-Brown, 319
8. ↑  Boycott-Brown, 398-400
9. ↑  Chandler, David. The Campaigns of Napoleon. New York: Macmillan, 1966. 198. Chandler writes that Marmont had 18 guns.
10. ↑  Kagan, Frederick W. The End of the Old Order: Napoleon and Europe, 1801-1805. Cambridge, MA: Da Capo Press, 2006. ISBN 0-306-81137-5. 404
11. ↑  Kagan, 404-405. Map information is included.
12. ↑  Thiers, Adolphe. Histoire du Consulat et de Empire. Vol. 6. Paris, 1847. 89-91
13. ↑  Kagan, 450-451
14. ↑  Kagan, 451
15. ↑  Smith, 210
16. ↑  Duffy, Christopher. Austerlitz 1805. Hamden, Conn.: Archon Books, 1977. 179-180
17. ↑  Smith, 224
18. ↑  Petre, 194-196
19. ↑  Smith, 227-228
20. ↑  Petre, 239
21. ↑  Petre, 244-246
22. 1 2  Bowden & Tarbox, 160